# Rudra
Rudra — рід Araneomorphae з підродини Dendryphantinae в родині Павуків-скакунів. Наукова назва роду дана, можливо, на честь Рудра, ведійського божества.

## Види
- Rudra brescoviti Braul & Lise, 1999 — Бразилія
- Rudra dagostinae Braul & Lise, 1999 — Бразилія
- Rudra geniculata Peckham & Peckham, 1885 — Гватемала, Панама
- Rudra humilis Mello-Leitão, 1945 — Аргентина, Бразилія
- Rudra minensis Galiano, 1984 — Бразилія
- Rudra multispina Caporiacco, 1947 — Гвіана
- Rudra oriximina Galiano, 1984 — Бразилія
- Rudra polita Peckham & Peckham, 1894 — Гватемала
- Rudra tenera Peckham & Peckham, 1894 — Бразилія
- Rudra wagae (Taczanowski, 1872) — Французька Гвіана